# Liste der Baudenkmale im Landkreis Peine
Die Liste der Baudenkmale im Landkreis Peine enthält die nach dem Niedersächsischen Denkmalschutzgesetz geschützten Baudenkmale im niedersächsischen Landkreis Peine. 
Der Übersicht und Länge halber ist die Liste nach den Städten und Gemeinden des Landkreises separiert. Diese Einteilung findet sich in der folgenden Tabelle, in der zu jedem Eintrag, soweit möglich, ein exemplarisches Foto eines Baudenkmals aus der jeweiligen Stadt oder Gemeinde zu finden ist.
| Bild | Stadt/Gemeinde | Karte | Liste                                | Ortsteile |
| ---- | -------------- | ----- | ------------------------------------ | --------- |
|      | Edemissen      |       | Liste der Baudenkmale in Edemissen   |           |
|      | Hohenhameln    |       | Liste der Baudenkmale in Hohenhameln |           |
|      | Ilsede         |       | Liste der Baudenkmale in Ilsede      |           |
|      | Lengede        |       | Liste der Baudenkmale in Lengede     |           |
|      | Peine          |       | Liste der Baudenkmale in Peine       |           |
|      | Vechelde       |       | Liste der Baudenkmale in Vechelde    |           |
|      | Wendeburg      |       | Liste der Baudenkmale in Wendeburg   |           |